# Anleihespreadbasierte Ansätze als Insolvenzprognoseverfahren
Grundidee der anleihespreadbasierten Insolvenzprognoseverfahren ist es, anhand der Zinsaufschläge (Credit Spread), die ein Unternehmen im Vergleich zu „risikolosen Verbindlichkeiten“ für seine kapitalmarktgehandelten Anleihen zahlen muss, auf die mit dieser Marktbewertung implizierte Ausfallwahrscheinlichkeit (PD) des Unternehmens zu schließen.

## Einfaches Modell mit risikoneutraler Bewertung
Zur Vereinfachung betrachten wir eine endfällige Anleihe, bei der am Fälligkeitstermin zusammen mit der Tilgungsleistung die gesamte Zinszahlung anfällt. Es werden folgende Größen betrachtet:
- {\displaystyle V_{mkt}} – Marktwert der Anleihe
- {\displaystyle V_{nom}} – Nominalwert der Anleihe
- {\displaystyle i_{nom}} – nominaler Zinssatz
- {\displaystyle i_{mkt}} – Bruttomarktrendite (Verzinsung von {\displaystyle V_{mkt}}, falls der Anleiheschuldner nicht ausfällt)
- {\displaystyle i_{rl}} – risikoloser Zinssatz,
- {\displaystyle PD} – Ausfallwahrscheinlichkeit (englisch probability of default)
- {\displaystyle LGD} – Ausfallverlustquote (englisch loss given default).

Der Anleihegläubiger wird am Fälligkeitstermin mit der Wahrscheinlichkeit {\displaystyle 1-PD} eine Zahlung in Höhe des Nominalbetrags {\displaystyle V_{nom}} der Anleihe zuzüglich der vereinbarten Verzinsung {\displaystyle i_{nom}\cdot V_{nom}} erhalten. Mit der Wahrscheinlichkeit {\displaystyle PD} tritt ein Zahlungsausfall ein, und der Gläubiger erhält nur den Bruchteil {\displaystyle 1-LGD} hiervon. Bei einer risikoneutralen Bewertung ergibt sich der Marktwert der Anleihe dann wie folgt:
{\displaystyle V_{mkt}={\frac {(1-PD)\cdot V_{nom}\cdot (1+i_{nom})+PD\cdot (1-LGD)\cdot V_{nom}\cdot (1+i_{nom})}{1+i_{rl}}}}
Durch Umstellen
{\displaystyle V_{mkt}\cdot (1+i_{rl})=V_{nom}\cdot (1+i_{nom})\cdot (1-PD+PD-LGD\cdot PD)}
und weitere Umformung
{\displaystyle {\frac {V_{mkt}\cdot (1+i_{rl})}{V_{nom}\cdot (1+i_{nom})}}=1-LGD\cdot PD}
kann die Formel nach der Ausfallwahrscheinlichkeit {\displaystyle PD} aufgelöst werden:
{\displaystyle PD={\frac {V_{nom}\cdot (1+i_{nom})-V_{mkt}\cdot (1+i_{rl})}{LGD\cdot V_{nom}\cdot (1+i_{nom})}}}
Für die (nicht direkt beobachtbare) Bruttomarktrendite der Anleihe {\displaystyle i_{mkt}} gilt:
{\displaystyle 1+i_{mkt}={\frac {V_{nom}\cdot (1+i_{nom})}{V_{mkt}}}}
Dies aufgelöst nach {\displaystyle V_{mkt}} ergibt
{\displaystyle V_{mkt}=V_{nom}\cdot {\frac {1+i_{nom}}{1+i_{mkt}}}}
Nun kann dieses {\displaystyle V_{mkt}} in die obige Formel für {\displaystyle PD} eingesetzt werden:
{\displaystyle PD={\frac {V_{nom}\cdot (1+i_{nom})-V_{nom}\cdot {\frac {1+i_{nom}}{1+i_{mkt}}}\cdot (1+i_{rl})}{LGD\cdot V_{nom}\cdot (1+i_{nom})}}}
Die nominellen Größen {\displaystyle V_{nom}} und {\displaystyle i_{nom}} kürzen sich somit in Zähler und Nenner, so dass die Schätzung der Ausfallwahrscheinlichkeit nicht von diesen instrumentenspezifischen, vom Schuldner frei wählbaren Größen abhängig ist:
{\displaystyle PD={\frac {1-{\frac {1+i_{rl}}{1+i_{mkt}}}}{LGD}}={\frac {i_{mkt}-i_{rl}}{LGD\cdot (1+i_{mkt})}}}
Im Zähler auf der rechten Seite steht der Kreditaufschlag {\displaystyle i_{mkt}-i_{rl}}; auflösen der Gleichung nach dem Kreditaufschlag ergibt
{\displaystyle {\text{Kreditaufschlag}}=PD\cdot LGD\cdot (1+i_{mkt})}
Bei sehr niedrigen Erlösquoten, d. h. für LGD nahe 100 Prozent, entspricht der Kreditaufschlag ungefähr der Ausfallwahrscheinlichkeit PD.

## Empirische Befunde zur Leistungsfähigkeit des einfachen Modells mit risikoneutraler Bewertung
Reale Marktdaten zeigen, dass das Modell in dieser Form nicht für die Ermittlung von Ausfallwahrscheinlichkeiten geeignet ist. Die an den Anleihemärkten beobachteten Kreditaufschläge sind vom Niveau wie auch bezüglich der zeitlichen Variabilität nicht mit einer risikoneutralen Bewertung vereinbar (und vermutlich auch nicht mit irgendeiner anderen rationalen Art der Bewertung). Besonders offenkundig sind diese Bewertungsanomalien bei Anleihen in anlagewürdigen Bonitätsklassen (englisch investment grade), die also gemäß den Einschätzungen renommierter Ratingagenturen geringe Ausfallwahrscheinlichkeiten besitzen. So stieg beispielsweise der durchschnittliche Kreditaufschlag von Anleihen, die über ein BBB-Rating gemäß Standard & Poor’s (S&P) verfügten, von Dezember 1999 bis Dezember 2000 um 150 Basispunkte auf 300 Basispunkte, siehe die folgende Abbildung.

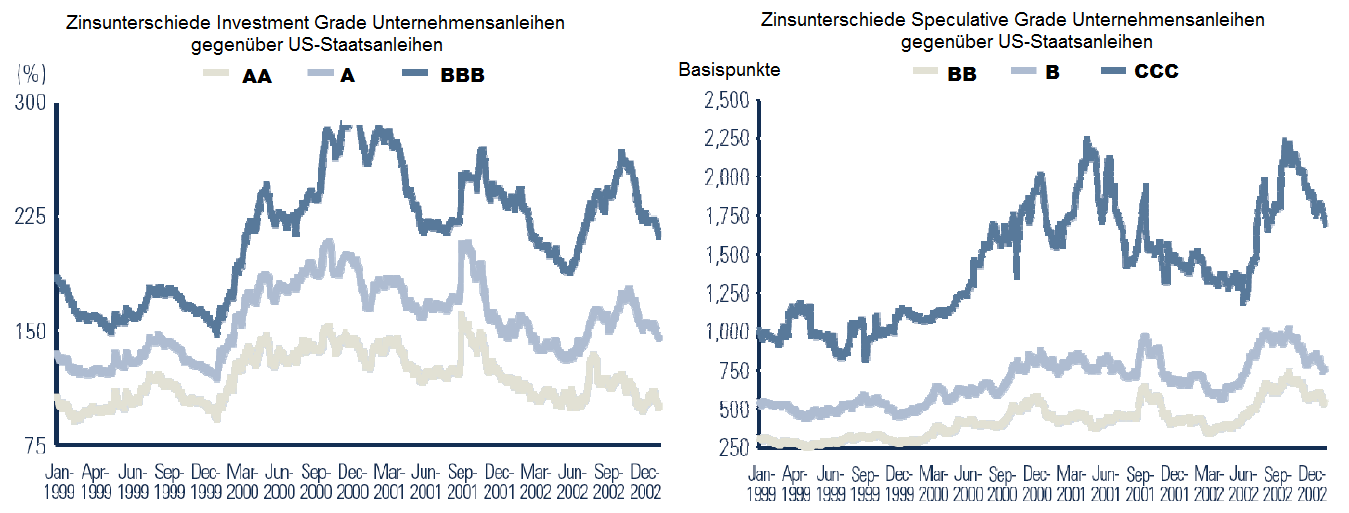
Durchschnittliche Zinsunterschiede für Anleihen verschiedener S&P-Ratingkategorien im Vergleich
zu US-Staatsanleihen, 1999–2002.

Eine Erlösquote von rund 50 Prozent wurde im Zeitraum 1982–2005 bei vorrangigen, unbesicherten Unternehmensanleihen bonitätsbewerteter Unternehmen erreicht. Unterstellt man vereinfachend eine erwartete Erlösquote für Anleihen von rund 50 Prozent, müsste – zumindest bei einer risikoneutralen Bewertung – die jährliche Ausfallwahrscheinlichkeit von mit BBB bewerteten Anleihen innerhalb dieses Zeitraumes um 3 % auf rund 6 % gestiegen sein. Tatsächlich liegen die realisierten Einjahresausfallraten von BBB-Anleihen wesentlich niedriger. Die höchste jemals realisierte Einjahresausfallrate des rund 25 Jahre umfassenden Beobachtungszeitraums 1981–2004 betrug lediglich 1,2 % (und zwar im Jahr 2002, siehe die folgende Abbildung); im Durchschnitt der Jahre 1981–2004 betrug die entsprechende Ausfallquote sogar nur 0,29 %.
Ein Ausfallniveau von 6 % wird von mit BBB gerateten Anleihen – zumindest im Durchschnitt der Jahre 1981–2004 – erst hinsichtlich der kumulierten 10-Jahresausfallraten erreicht. Analoge Befunde ergeben sich bei einem Vergleich der realisierten Ausfallraten und der Kreditaufschläge für mit AA oder A bewertete Anleihen, siehe die linken Grafiken in den oben und unten dargestellten Abbildungen.

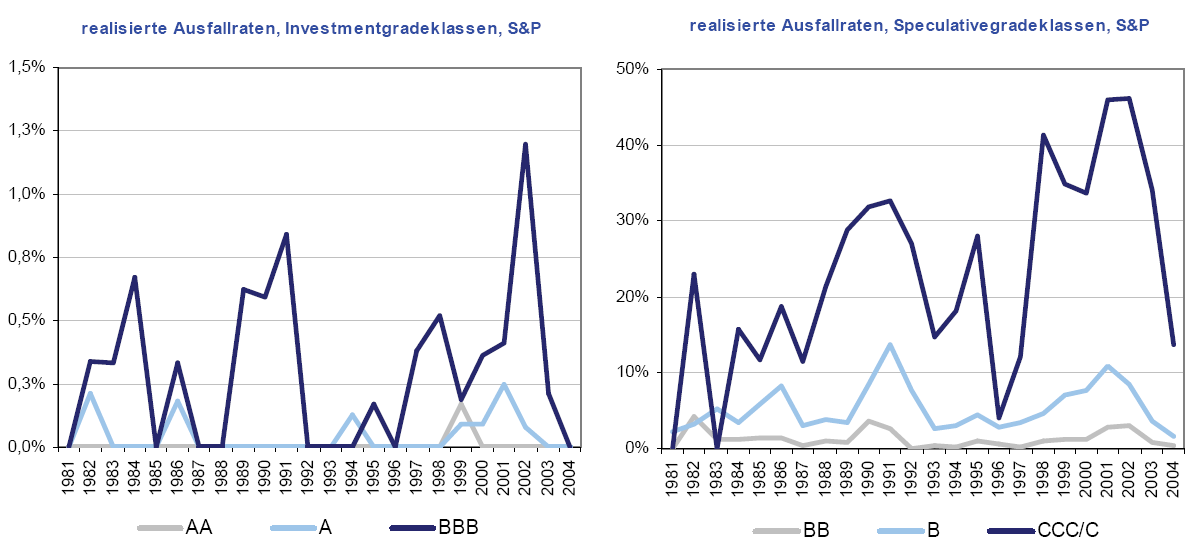
Realisierte Ausfallraten für Anleihen unterschiedlicher Bonitätsklassen von Standard & Poor’s (S&P) im Zeitverlauf, 1981–2004.

Nur ein kleiner Bruchteil der unplausibel hohen Kreditaufschläge von Anleihen kann auf die steuerliche Ungleichbehandlung von Zinseinnahmen aus Unternehmens- und Staatsanleihen auf US-Bundesstaatenebene zurückgeführt werden.
Auch eher schwer quantifizierbare Faktoren – wie geringere Liquidität und regulatorische Investitionsbeschränkungen für bestimmte Gruppen potenzieller Anleihenkäufer – werden für die Erklärung von Kreditaufschlägen angeführt. Insgesamt wird aber geschätzt, dass nur rund 25 % der beobachtbaren Kreditaufschläge bei Unternehmensanleihen auf erwartete Verluste zurückgeführt werden können – rund die Hälfte hingegen auf die Kompensation für „systematische Risiken“. So zeigte sich in empirischen Untersuchungen, dass die Kreditaufschläge bei Anleihen im Zeitverlauf mit dem Zinsniveau und verschiedenen Aktienindizes korrelieren.
Es ist allerdings kaum vorstellbar, dass es eine geschlossene Formel zur Ermittlung der Ausfallwahrscheinlichkeit eines Unternehmens aus den aktuellen Ausprägungen dieser „systematischen Risikofaktoren“ und dem aktuellen Kreditaufschlag geben könnte.

## Alternative Modellierungsansätze
Trotz der im Zeitverlauf (scheinbar) unvorhersagbaren Veränderungen der Anleihespreads, zeigen jedoch Studien, dass die durch die Höhe der Anleihespreads (welche um instrumentenspezifische Optionsrechte, beispielsweise vorzeitige Tilgungsrechte, zu bereinigen sind) zu einem gegebenen Zeitpunkt implizierte Reihung der Unternehmen eine sehr hohe (ordinale) Insolvenzprognosefähigkeit hat. Durch das Abbilden (mapping) der in ihrer absoluten Höhe nicht aussagekräftigen und im Zeitverlauf nicht vergleichbaren Spreads mittels einer dynamisch anzupassenden, und ggf. laufzeitenspezifischen Abbildungsvorschrift auf eine Agenturratingskala, können aus den Anleihespreads Ausfallprognosen mit einer zeitpunktübergreifend hohen Prognosegüte generiert werden, welche sogar die Prognosefähigkeit von Agenturratings übersteigen.